# Mónica Randall
Mónica Randall, de son vrai nom Aurora Julià i Sarasa, née le 18 novembre 1942 à Barcelone, est une actrice et présentatrice de télévision espagnole.

## Biographie
Elle fait ses études aux Théâtre des Arts Dramatiques de Barcelone, peu après Monica débute dans le théâtre, avec des comédies comme Dîner de mariages et Pisito de célibataire. Elle a fait partie de la compagnie de théâtre d'Alejandro Ulloa. 
En 2009, après trente ans d'absence sur scène, elle interprète une comédie espagnole, de Yasmina Reza, qui est dirigée par Sílvia Munt.
Elle a remporté plusieurs prix dans les années 1970

## Filmographie

### Télévision

#### Téléfilm
- 1977 : El túnel

#### Série télévisée
- 2002 - 2004 : Ana y los (24 épisodes) : Rosa de Castro (sous le nom de Mónica Rándall)
- 1995 - 1996 : Juntas, pero no revueltas (25 épisodes) : Nuri
- 1996 : Nissaga de poder : Aurora Jané
- 1996 : Qué loca peluquería (11 épisodes) : Olga
- 1993 : Una gloria nacional (10 épisodes)
- 1991 : Berlin Lady (mini-série) : Albina d'Abrantes
- 1989 - 1990 : El séptimo cielo (divers personnages)
- 1983 : Anillos de oro (saison 1, épisode 4 : Una hermosa fachada) : Paloma (sous le nom de Monica Randall)
- 1968 - 1981 : Estudio 1 (10 épisodes) : Fedra / Susana / Agnes
- 1979 : Novel·la (épisode : La finestra) (sous le nom de Monica Randall)
- 1979 : Escrito en América (épisode : El túnel)
- 1976 : Los libros (épisode : Niebla) : Eugenia Domingo del Arco (sous le nom de Monica Randall)
- 1967 - 1972 : Novela (6 épisodes)
- 1972 : Historias de Juan Español (saison 1, épisode 1 : Juan Español, celoso) : Mónica
- 1971 : Ficciones (épisode : El retrato del diablo)
- 1971 : A través de la tiniebla (épisode : La dama de Barbarelli)
- 1971 : Obra completa (épisode : El clavo)
- 1971 : Sospecha : 
  - (épisode : Buscando al delator)
  - (épisode : Trampa final)
- 1971 : Del dicho al hecho (épisode : Genio y figura hasta la sepultura (1971)
- 1970 - 1971 : Hora once : 
  - (épisode : La rosa de la Alhambra)
  - (épisode : El monte de las ánimas)
- 1971 : Los tres mosqueteros (mini-série) : Queen Anne (1971)
- 1970 : Teatro de siempre : 
  - (épisode : La comedia de las equivocaciones)
  - (épisode : Madrugada)
- 1970 : Teatro de misterio (épisode : Culpables)
- 1970 : Diana en negro (épisode : Un muerto en cuenta corriente)
- 1968 : El premio (épisode : El hombre que vio las ratas) : (sous le nom de Monica Randall)
- 1968 : La pequeña comedia (épisode : Un cheque al portador)
- 1968 : Fábulas (épisode : La zorra y el busto)
- 1967 : Historias naturales : 
  - (épisode : Jugar con electricidad)
  - (épisode : Don Juan)
- 1967 : Las doce caras de Juan (épisode : Escorpión)
- 1967 : ¿Es usted el asesino? (saison 1, épisode 3) : Viva Fiamma (sous le nom de Monica Randall)
- 1965 : Estudio 3 (épisode : A mí lo que me tira es el comercio) : Muchacha (sous le nom de Aurora Juliá)
- 1964 : Escuela de maridos (épisode : La mancha de café) : (sous le nom de Aurora Juliá)
- 1964 : Teatro de familia (épisode : Los pantalones) : (sous le nom de Aurora Juliá)

### Cinéma
- 2003 : Tiempo de tormenta : Begoña
- 2001 : Sagitario : Mari
- 2001 : La Biblia negra : María Bayona
- 1993 : Todos a la cárcel : Sonsoles
- 1991 : Catorce estaciones : Esmeralda
- 1987 : Mi general : Beatriz Palomares
- 1987 : Calé : Cristina
- 1984 : Una rosa al viento : Ana
- 1984 : Teresa l'après-midi (Últimas tardes con Teresa) : Marta Serrat
- 1980 : Morir de miedo : Ana
- 1980 : El divorcio que viene : Mónica
- 1980 : Él y él : Lina
- 1978 : Oro rojo : Raquel
- 1978 : Réquiem por un empleado : Amiga de Pilar
- 1978 : La Carabine nationale (La escopeta nacional) : Mercé
- 1978 : La Fille : Luisa Marengo
- 1978 : Ángel negro :
- 1978 : Tatuaje : Teresa Marsé
- 1977 : Las alegres chicas de 'El Molino' : Mónica Randall (sous le nom de Monica Randall)
- 1977 : Hasta que el matrimonio nos separe : Piluca
- 1977 : Tres días de noviembre :
- 1977 : Virilidad a la española : la femme du Dr. Mejía
- 1976 : Deseo : Maribel
- 1976 : Inquisición : Madeleine
- 1976 : Cría cuervos de Carlos Saura : Paulina, la tante d'Ana
- 1976 : Más allá del deseo : Carla
- 1976 : Volvoreta : Isabel
- 1976 : Retrato de familia : Paulina
- 1975 : El libro de buen amor : Doña Mengua
- 1975 : Furia española : Juliana
- 1975 : La cruz del diablo : Justine Carrillo
- 1974 : Un hombre como los demás :
- 1974 : Matrimonio al desnudo :
- 1974 : Pisito de solteras : Paula Ibarra
- 1974 : Proceso a Jesús :
- 1974 : El chulo : Eva
- 1973 : Las juergas de 'El Señorito' : la petite amie de Pepe
- 1972 : Les charognards meurent à l'aube (Sei una carogna...e t'ammazzo!) de Manuel Esteba : Nancy
- 1972 : El monte de las brujas : Carla
- 1972 : Pancho Villa : Lupe
- 1972 : Guapo heredero busca esposa : Paloma
- 1972 : Mi querida señorita : Feli
- 1972 : Folie meurtrière : Carla Moroni
- 1971 : Le Corsaire noir : Carmen
- 1971 : Soleil rouge : Maria (sous le nom de Monica Randall)
- 1970 : El misterio de la vida : Profesora de gestación (sous le nom de Mónica Randal)
- 1970 : De profesión, sus labores : María José (sous le nom de Monica Randal)
- 1970 : El abominable hombre de la Costa del Sol : Sophia
- 1969 : La revoltosa : Encarna
- 1969 : Verano 70 : Merche
- 1969 : Un adulterio decente : Pupé
- 1969 : Carola de día, Carola de noche : Chica del anuncio con el Conde Anatolio Fernando
- 1969 : Las amigas : Natalia
- 1969 : Abuelo Made in Spain : Nieves
- 1968 : Cristina Guzmán : Laura
- 1968 : Giugno '44 - Sbarcheremo in Normandia : Yvonne
- 1968 : Gringo joue et gagne : Maria
- 1968 : Crónica de un atraco : Hellen
- 1968 : Flor salvaje : Cristina, femme d'Eduardo : (sous le nom de Mónica Randel)
- 1967 : Professionisti per un massacro : Annie
- 1967 : Œil pour œil, dent pour dent (Occhio per occhio, dente per dente) de Miguel Iglesias  : Ursula
- 1967 : El hombre del puño de oro : Manola
- 1967 : Coplan ouvre le feu à Mexico (non crédité)
- 1966 : Superargo contre Diabolikus : Lidia
- 1966 : Tonnerre sur l'océan Indien : Josephine
- 1966 : I cinque della vendetta : Rosaria
- 1966 : Surcouf, le tigre des sept mers : Josephine
- 1966 : Bazooka pour un espion :
- 1966 : Ringo e Gringo contro tutti : Carolina
- 1966 : Karaté à Tanger pour agent Z7 : Claudine
- 1965 : Muerte en primavera : Isabel
- 1965 : I due parà : Rosita
- 1965 : 002 Operazione Luna : Mishca Paradowsky
- 1965 : Cent Mille Dollars pour Ringo (Centomila dollari per Ringo) : India (sous le nom de Aurora Julia)
- 1965 : A l'assaut du fort Worth : Amanda
- 1965 : Gli eroi del West : Sherry (sous le nom de Aurora Julia)
- 1965 : Per un pugno nell'occhio : Carmencita Brenton (sous le nom de Aurora Julia)
- 1965 : Brillante porvenir :
- 1963 : La revoltosa : (sous le nom de Aurora Juliá)